# Cmentarz żydowski w Kosowie Ruskim
Cmentarz żydowski w Kosowie Ruskim zwany także Starym cmentarzem żydowskim w Kosowie Lackim w odróżnieniu od nowego znajdującego się od początku w Kosowie Lackim – kirkut położony jest obecnie w zachodniej części miasta Kosów Lacki. Założony został jednakże na gruntach wsi Kosów Ruski. Nie wiadomo kiedy dokładnie powstał. W czasie II wojny światowej został on zniszczony przez okupanta hitlerowskiego. Po wojnie jego teren został zabudowany.